# Mega Express
Il Mega Express è un traghetto di proprietà della compagnia di navigazione Corsica Ferries - Sardinia Ferries.

## Caratteristiche
La nave è mossa da quattro motori diesel Wärtsilä-NSD 12V46C, ciascuno erogante la potenza di 12600 kW a 500 giri/min, per un totale di 50400 kW. L'unità può raggiungere i 29 nodi di velocità ed è in grado di trasportare un massimo di 1800 passeggeri e 550 veicoli.
Caratteristica singolare del Mega Express e del Mega Express Two è la grande scala a chiocciola vetrata situata a poppa della nave, che anni dopo, è stata riproposta anche sulla Mega Express Four.

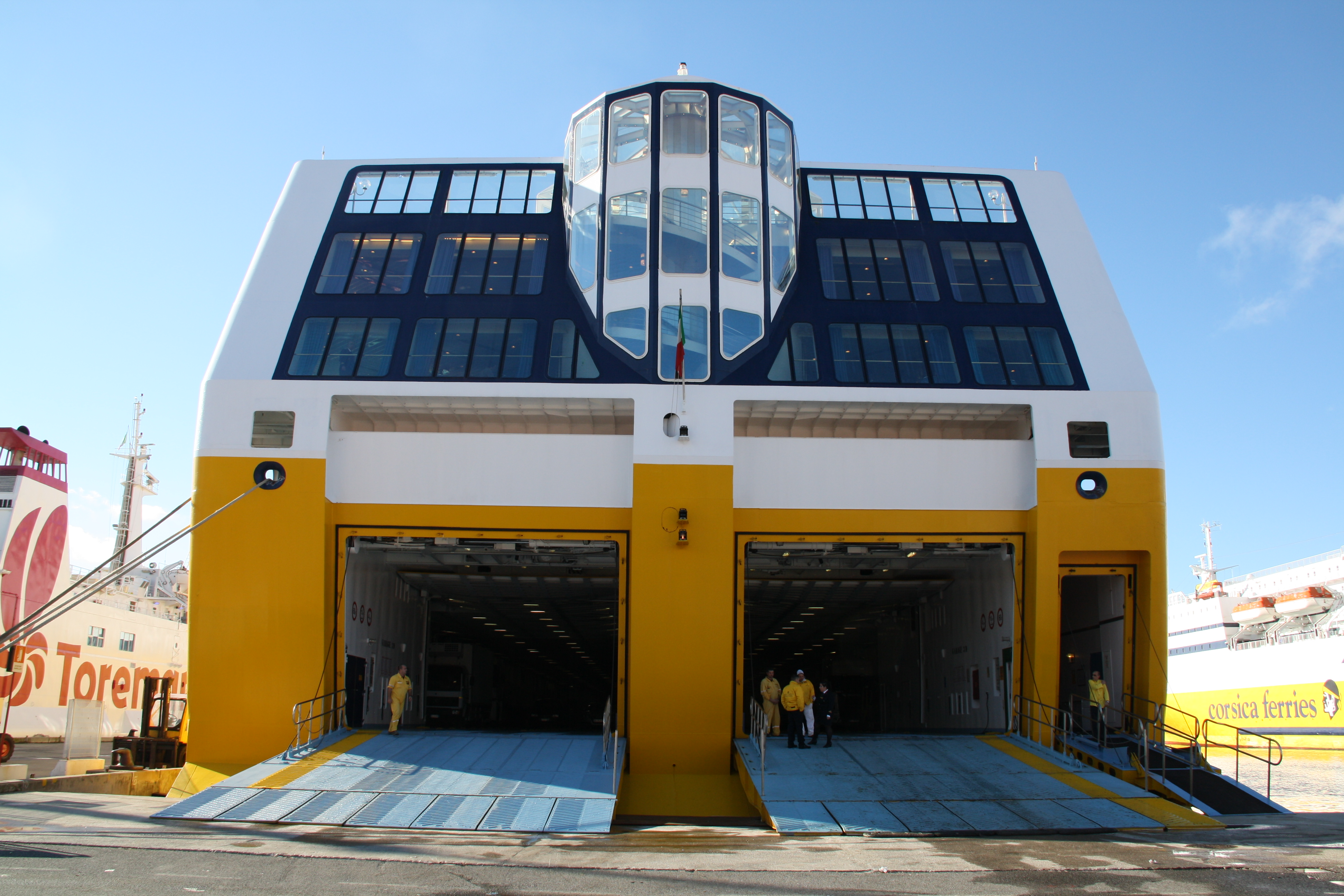
Poppa della Mega Express dove si nota la particolare scala a chiocciola vetrata.

I servizi disponibili a bordo sono: cabine (300), 2 sale poltrone (351 posti), ristorante à la carte (108 posti), self-service (506 posti), spaghetteria (98 posti), bar (90 posti), lounge (300 posti), caffetteria, boutique, area giochi per bambini, sala videogames, piscina e solarium.
La nave è strutturata su nove ponti:
- Ponte 9 - Sky deck: eliporto e zona esterna
- Ponte 8 - Sun deck: Bar esterno, piscina e solarium
- Ponte 7 - Amethyst deck: ristorante à la carte, lounge, spaghetteria, bar, boutique, area giochi per bambini, sala video games, cabine
- Ponte 6 - Emerald deck: self-service, caffetteria, cabine
- Ponte 5 - Sapphire deck: reception, sale poltrone, cabine
- Ponte 4 - Garage deck
- Ponte 3 - Garage deck
- Ponte 2 - Garage deck
- Ponte 1 - Garage deck

Da fine 2010, i punti di ristoro di Corsica Ferries - Sardinia Ferries, hanno questi nomi:
- Lido Beach Bar: bar all'aperto, ponte 8
- Dolce Vita: ristorante à la carte, ponte 7 a poppa
- Riviera Lounge; lounge bar, ponte 7
- Gusto: self-service con cucina di ispirazione italiana, ponte 7
- Main Street: piccolo fast food insieme a Gusto, ponte 7
- Yellow's: self-service, ponte 6
- Sweet Cafe: caffetteria vicino a Yellow's, ponte 6

## Servizio
Commissionata nel 1999 insieme alla gemella Mega Express Two, è stata costruita presso il Cantiere navale fratelli Orlando di Livorno tra il 2000 e il 2001.

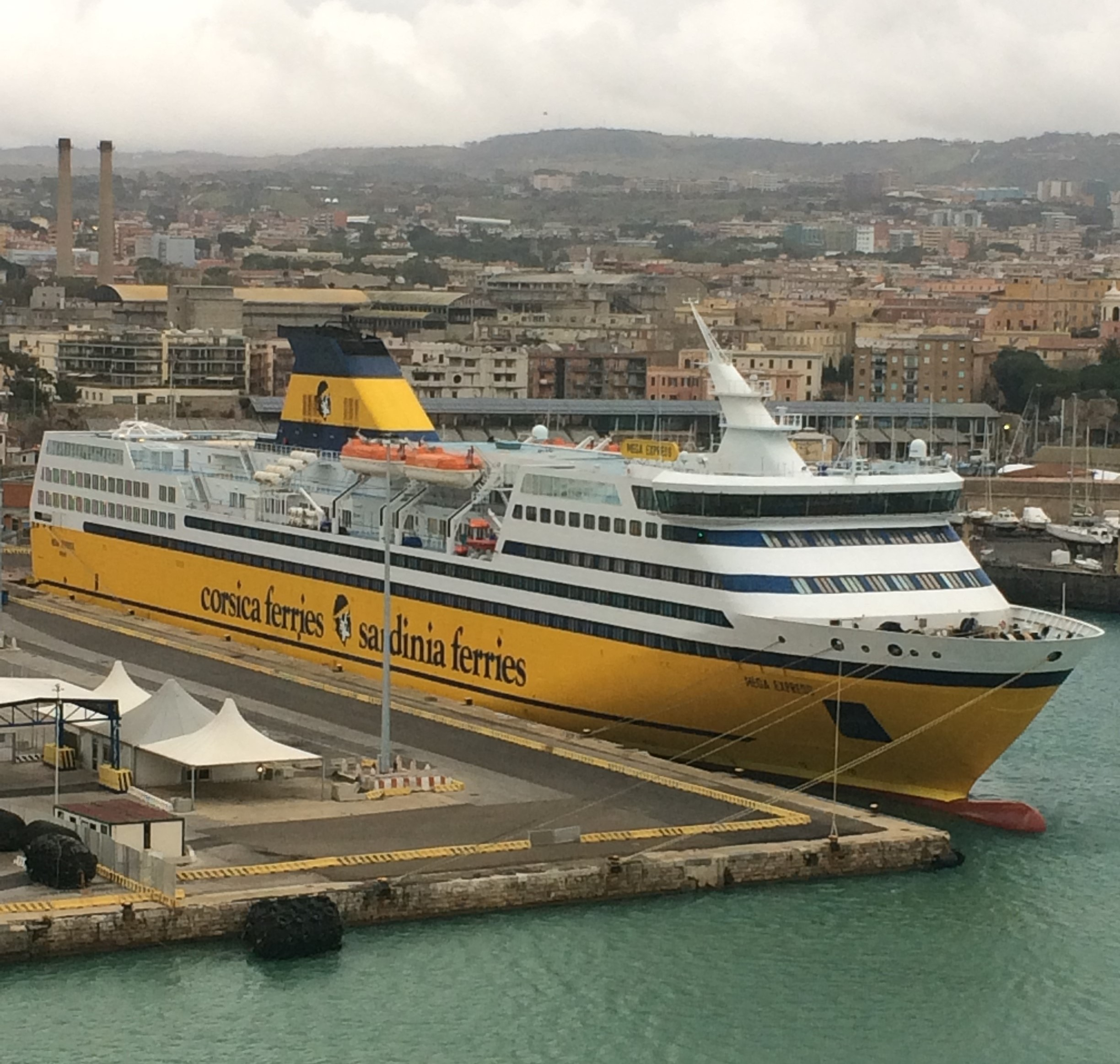
Mega Express a Genova nel 2017.

Il primo servizio venne effettuato ad aprile 2001 sulla tratta Tolone-Ajaccio. Durante lo stesso anno venne utilizzata anche sulla Livorno-Golfo Aranci e sulle nuove tratte da Tolone per Ajaccio, Calvi, Ile Rousse e Bastia.
La nave negli anni opera tra i porti di Livorno, Genova, Golfo Aranci, Ajaccio, Bastia, Calvi, Ile Rousse, Nizza e Tolone.
Il primo viaggio del 2024 è stato fatto il 1º gennaio sulla tratta Tolone-Ajaccio. Dal 10 gennaio al 1º marzo 2024 è stata in disarmo a Genova. Ha ripreso servizio il giorno seguente per Vado Ligure verso Bastia.

## Incidenti
Il 5 novembre 2009, mentre proveniva da Livorno, urtò violentemente la banchina del porto di Bastia a causa delle forti raffiche di vento. Il danno, fatto sulla poppa, venne poi riparato qualche giorno dopo nei cantieri di La Spezia.

## Navi gemelle
- Mega Express Two